# Pablo de Barros Paulino
Pablo de Barros Paulino (São João Nepomuceno, 3 d'agost de 1989) és un futbolista brasiler, que ocupa la posició d'extrem esquerre.
Després de militar a l'Olaria i al Vasco da Gama, el 2008 fitxa pel Reial Saragossa, que el cedeix a un altre equip de la primera divisió espanyola, el Màlaga CF, i pel final de la temporada 2009/2010 al Gimnàstic de Tarragona.